# Livermore (Nuevo Hampshire)
Livermore es un pueblo ubicado en el condado de Grafton en el estado estadounidense de Nuevo Hampshire. En el Censo de 2010 tenía una población de 0 habitantes y una densidad poblacional de 0 personas por km².

## Geografía
Livermore se encuentra ubicado en las coordenadas 44°4′9″N 71°25′13″O / 44.06917, -71.42028. Según la Oficina del Censo de los Estados Unidos, Livermore tiene una superficie total de 165.21 km², de la cual 164.77 km² corresponden a tierra firme y (0.27%) 0.45 km² es agua.

## Demografía
Según el censo de 2010, había 0 personas residiendo en Livermore. La densidad de población era de 0 hab./km². De los 0 habitantes, Livermore estaba compuesto por el 0% blancos, el 0% eran afroamericanos, el 0% eran amerindios, el 0% eran asiáticos, el 0% eran isleños del Pacífico, el 0% eran de otras razas y el 0% pertenecían a dos o más razas. Del total de la población el 0% eran hispanos o latinos de cualquier raza.